# Stazione di Antony
Antony è una stazione della RER B e della Orlyval situata nell'omonima cittadina.
Si trova nel dipartimento delle Hauts-de-Seine.

## Interconnessioni
- Bus RATP: 196, 197.

## Stazioni vicine
- RER B
  - La Croix de Berny
  - Fontaine-Michalon